# Quarterflash
Quarterflash fue una banda de rock orientado a adultos estadounidense formada en Portland, Oregón, Estados Unidos en 1980. El grupo se conformó por la cantante y saxofonista Rindy Ross, su esposo, el guitarrista Marv Ross, el guitarrista Jack Charles, el tecladista Rick DiGiallonardo, el bajista Rich Gooch y el baterista Brian David Willis.

## Historia
Quarterflash se formó de dos bandas muy populares de Oregon, "Seafood Mama" (donde estaban los Ross) y otra llamada "Pilot" (donde estaban los restantes integrantes).
Su estilo se basó desde un principio en un particular sonido pop rock muy comercial, con un uso muy marcado de solos de saxofón y de guitarra, junto con la potente voz de Rindy Ross.
En la primavera de 1980 lanzaron su sencillo "Harden My Heart", que fue un éxito en las emisoras de radio de Portland. Esto les valió ser presentados en un especial de televisión de una hora en el canal local KOIN, el 5 de junio de 1980, aun bajo su nombre original de Seafood Mama In Concert.
A finales de ese mismo año, el tema fue regrabado bajo el nombre definitivo de la banda, "Quarterflash". El término proviene de un vocablo australiano utilizado para referirse a los nuevos inmigrantes, que los Ross encontraron en un libro en la casa del productor John Boylan.
La agrupación grabó bajo el sello Geffen Records su autotitulado álbum debut "Quarterflash", en 1981, llegando al #8 en la lista de Top LPs & Tapes de Billboard de ese año. Vendió más de un millón de copias, de acuerdo a la RIAA, y obtuvo un certificado de oro el 5 de febrero de 1982 y de platino el 29 de junio de 1982.
El álbum contiene la nueva (y más conocida) versión de "Harden My Heart". El tema llegó al número #3 en el Billboard Hot 100 y al Top 20 en Alemania y Francia). En el Reino Unido, sin embargo, tanto la banda como la canción pasaron prácticamente desapercibidos (#49 en listas).
Su siguiente sencillo del álbum, "Find Another Fool", llegó al #16.
Un segundo especial de televisión en Portland de una hora fue Quarterflash In Concert, transmitdo por KOIN el 22 de octubre de ese mismo año (1981) y simultáneamente en la cadena KGON. Este concierto fue grabado en el Arlene Schnitzer Concert Hall del Paramount Theatre el 15 de octubre.
Otro sencillo notable para la banda fue la canción "Night Shift", tema de la película cómica del mismo nombre (1982) y que nunca se incluyó en un álbum original de Quarterflash. Llegó como máximo al #60.
Su segundo álbum "Take Another Picture", de 1983. llegó al #34 en la lista de Billboard, y su sencillo "Take Me to Heart," escaló hasta el #14, con lo que se convirtió en su segundo mayor hit.
Para el inicio del verano de ese mismo año (30/05/83), Quarterflash apareció en uno de los tres días de conciertos del sur de California conocido como el “U.S. Festival”, junto con Berlin , David Bowie, The Pretenders, U2, Missing Persons, Stevie Nicks y varios otros artistas destacados.
El álbum final se llamó "Back into Blue", en 1985, resultando un verdadero fiasco en ventas. Llegó apenas al #150 en Billboard.
El grupo posteriormente se deshizo luego de ser separados de su casa discográfica.
En 1990 Quarterflash se reunió con nuevos miembros de sesión, incluyendo al bajista/vocalista Sandin Wilson, el baterista Greg Williams, el guitarrista Doug Fraser, y Mel Kubik en el saxofón y teclados.
Con esta formación lanzaron el disco "Girl in the Wind" con Epic Records. En 1991, Rindy y Marv Ross fundaron una agrupación musical de carácter histórico, llamado "The Trail Band", el cual fue formado en respuesta al Consejo Asesor Histórico de Oregon, como compromiso del 150 aniversario de las primeras migraciones terrestres hacia el Oeste de Estados Unidos (llamada en español Senda de Oregón).
En junio de 2008, Marv y Rindy Ross grabaron un nuevo material bajo el nombre de banda Quarterflash, "Goodbye Uncle Buzz".

## Discografía

### Álbumes
- Quarterflash (1981) #8 U.S.
- Take Another Picture (1983) #34 U.S.
- Back into Blue (1985) #150 U.S.
- Girl in the Wind (1991)
- Harden My Heart: The Best of Quarterflash (1997)
- Goodbye Uncle Buzz (2008)

### Sencillos
| Año  | Canción                | U.S. Hot 100 | U.S. MSR | U.S. AC | UK Singles Chart | Álbum                  |
| ---- | ---------------------- | ------------ | -------- | ------- | ---------------- | ---------------------- |
| 1981 | "Harden My Heart"      | 3            | 1        | 41      | 49               | Quarterflash           |
| 1982 | "Find Another Fool"    | 16           | 12       | -       | -                | Quarterflash           |
| 1982 | "Right Kind of Love"   | 56           | -        | -       | -                | Quarterflash           |
| 1982 | "Night Shift"          | 60           | -        | -       | -                | Night Shift soundtrack |
| 1983 | "Take Me to Heart"     | 14           | 6        | 28      | -                | Take Another Picture   |
| 1983 | "Take Another Picture" | 58           | -        | -       | -                | Take Another Picture   |
| 1985 | "Talk to Me"           | 83           | -        | -       | -                | Back Into Blue         |